# Manuel Malou
Manuel Sánchez López (San Clemente, Cuenca, España, 1 de enero de 1961), más conocido como Manuel Malou, es un cantante, guitarrista de rumba flamenca, compositor y productor musical hispano francés.

## Biografía
Antes de su primer cumpleaños, él y su familia se trasladan a París. Allí, a los ocho años, gana el primer premio de un festival de flamenco organizado por el consulado español en la sala Bataclan. Pese a ello, es de nuevo en España, en concreto en Madrid, donde vive su primera experiencia discográfica. Se trata del dúo Los Golfos, formado con su hermano menor, con el que descubre el éxito de masas y comienza a imponer tendencias. En efecto, la frase central de su sencillo «¡Qué pasa contigo tío!» (RCA, 1976) se instala como expresión popular de la época.
Sin embargo, Malou, inconformista por excelencia, no se deja atrapar por el éxito fácil, empieza a explorar otros mundos musicales y crea en 1978, siempre con su hermano, el dúo pop Manolo y Jorge (RCA). Esta inquietud insaciable de curiosidad musical le lleva a formar parte del grupo Plástico (RCA, 1980), de tendencia new wave. Esta experiencia, avanzada al movimiento que tiempo después se conocería como «la movida madrileña», no pasó entonces a mayores.
Después forma parte de varios grupos y crea otros, como T. Malou, Ratas de Lujo, etcétera. Le interesa todo, vive, viaja... Como joven inquieto que era, se ve atraído por la airada energía del punk formando una banda, Toreros After Olé, con un sonido cañí que él denomina  «LolailoPunk» y editando un mini-LP homónimo (Nuevos Medios, 1983), a la postre uno de los mejores trabajos de hardcore punk en castellano. En él, guitarras distorsionadas apoyan a letras desgarradoras que le recuerdan hoy su mal digerido servicio militar.
Pero el horizonte español se le queda estrecho. Vuelve a París, en otra etapa de ese ir y venir que es consustancial a su personalidad y, sin duda, parte importantísima de su creación musical y poética. Instalado en Francia en 1985, es curiosamente entonces cuando vuelve a identificarse con el flamenco, pero un flamenco distinto, ya de fusión, enriquecido por la experiencia y por el alma huérfana de prejuicios que es otra de sus grandes cualidades.
En 1990, Polydor France graba su primer álbum en solitario, Extraños seres. Comienza la carrera de un artista que ha madurado. En 1991 ya comparte cartel con los mejores artistas de las músicas del mundo, como Papa Wemba y Cheb Khaled en el festival Womad de Reading (Reino Unido) y presenta su álbum en Ronnie Scott's de Londres. También expone su trabajo en el festival en Nyon (Suiza) así como en giras por Alemania, Bélgica, Italia, Grecia, Canadá...
En 1991 comienza una etapa de colaboraciones, producciones y composición para otros artistas, entre ellos la popular cantante japonesa Tokiko Kato, para la que compone "Guitarrista", incluida en su álbum Cypango (Sony Music). Escribe para David Koven "A gozar mi montuno" (Polydor France), producido por Ray Barretto, y para Xavier Jouvelet, "Linda Flor" del álbum L'indigène (Mad Minute Music). Canta y rumbea con el grupo africano Mothersays (Comotion Music WMD), el cantante y poeta francés Maxime Le Forestier le invita a una serie de conciertos en el Olympia de París (1992) y, luego, realizan juntos una larga gira por países francófonos.
Su siguiente disco, Corazón caliente (Wea 1993), demuestra la madurez de un artista lleno de creatividad para el que la fusión no es una moda, sino algo inseparable de sus planteamientos artísticos. En 1994 graba las guitarras rumberas del primer álbum de Cherokee, Caballo loco (Epic). Al año siguiente produce al grupo francés Paname Tropical, Aux indiens du quartier (RDC Récords).
1995 supone para Malou un año clave, pues en él tuvo su primera experiencia cinematográfica. Un disco suyo cae en poder de Josiane Balasko, que le encarga la banda sonora de la película Gazon Maudit (Felpudo maldito) (Virgin Records). Malou puede dar rienda suelta a su creatividad y ésta se plasma en momentos sonoros muy diferenciados, que van de la rumba al techno, pasando por ambientes árabes, baladas, sevillanas, bulerías... Este excelente trabajo provoca que, en 1996, intervenga junto a Manu Chao en la BSO de la película Taxi de Carlos Saura. También compone la BSO para La duquesa roja de Paco Betriu (Ariola).
En 1997, Malou crea su primera sociedad de producción musical, Mixa Cooltura, cuya meta es romper con las fronteras sonoras, dedicándose especialmente a la mixtura musicocultural antes de que este concepto del mestizaje musical estuviese de moda . Poco tiempo después realiza un proyecto que atesoraba y que es a la vez un resumen de su talentosa experiencia y una puerta multidimensional al futuro. Ese proyecto se llama como su sociedad, Mixa Cooltura (Ariola), y es un referente en la fusión sonora. En dicho proyecto está la canción "Kandela", que fue sintonía de la Vuelta Ciclista a España en el verano de 1997.
En 1997, tras el éxito mundial de la canción "Macarena", BMG encarga a Malou la producción del popular dúo Los Del Río. Malou acepta el reto y produce Colores (Zafiro BMG). El mismo año escribe para Niña Pastori "Morao", de su álbum Eres luz (Ariola, 1998). En 1998 produce y compone para el artista hispano-marroquí Hakim Cómo suena, un disco lleno de mezclas, aromas y versiones con sabor propio (Epic). En 1999 participa en la BSO del popular film de Santiago Segura, Torrente, el brazo tonto de la ley (RCA). En el mismo año colabora componiendo y cantando con el creativo guitarrista flamenco José Antonio Rodríguez Manhattan de la frontera (Discos de Arte/BMG).
En 1999 escribe para el gaitero Carlos Núñez en el álbum Os amores libres (Ariola) el tema "A orillas del río Sil", que interpreta Carmen Linares (Ariola). El mismo año colabora tocando la guitarra en el primer álbum de Elena Andújar (Alia Discos). También en 1999 Malou se asocia con el técnico de sonido José Luis Garrido y juntos crean una nueva sociedad de producción y edición dedicada especialmente a la fusión étnico-flamenca. Nace así Remache Music. Su primera producción es el álbum Alma de José el Francés (Ariola). Ese mismo año producen el segundo álbum de Hakim, El volcán de tus deseos (Epic).
En 2000 Malou produce y canta junto a Peret y al rapero cubano Nilo la canción "Amor a todo gas", para el disco de dúos Peret: Rey de la Rumba (Virgin Chewaka). También ese año se encarga de escribir y producir el tema principal del film Fugitivas (Miguel Hermoso), interpretado por Chaleco (Ariola). Ese mismo año Malou, junto a su amigo Luis Cabañas, crea Alkimixtas, una empresa dedicada a los remixes de canciones.
En 2001, Alkimixtas hace un remix de los temas "1.9.9.9" interpretado por Orishas (Chrysalis) y "Gitano" interpretado por Abigaíl (Columbia). Ese mismo año, Malou junto a Natboccara y Chaleco''' ganan en la décimo quinta edición de los premios Goya el Goya a la mejor canción de película por Fugitivas. También en 2001 Malou compone junto a Natboccara "La llave", interpretado por Javi Cantero (Muxxic records). El mismo año Alkimixtas hacen un remix del tema "La Chinita", interpretado por Manu Chao (Virgin Chewaka).
Al año siguiente Malou produce el álbum de El Fary Ese Fary (Muxxic). También en 2002 Mixa Cooltura produce el álbum de Chopo  Gipsy, Rock & Lover (Chiton & Mixa Cooltura Records). En 2003 Malou produce el álbum de Javi Cantero Tracalcatraca (Muxxic Records). Ese mismo año produce el tema "El ritmo de María" del álbum de Andy & Lucas (BMG Music Spain).
En 2004, Manuel Malou graba y gira por España y Europa con su nuevo grupo Bumba Rumba y el álbum titulado Electrorock&Rumba (Mixacooltura Records). En 2005 decide mudarse de nuevo, en esta ocasión a Cartagena de Indias (Colombia), donde sigue grabando y produciendo en su nuevo estudio de grabación y sello discográfico PAPI RECORDS. 
Además de sus actividades como productor, vuelve a dar la luz a un local de música en vivo cerrado en Cartagena de Indias desde 1968 , donde se filmó la película La Quemada de Guillo Pontecorvo con los actores Marlon Brando y Evaristo Márquez, de esta manera renació el bar bohemio más emblemático de la ciudad, funcionó durante 28 años con la dirección artística del gran músico cartagenero Sofronín Martínez Heredia, quien nos dejó su legado artístico impregnado en los muros de esta casa y en nuestros corazones al morir en 1996.
Hoy gracias a la iniciativa de Manuel Malou ,  su hijo menor Jorge Martínez percusionista y los pupilos de su padre: Sergio Girado (pianista),  Hugo Alandete (cantante), y Romy Molina (bajista), conforman el nuevo grupo: “ESTRELLA DE LA QUEMADA”, haciendo de las noches Cartageneras ,  un momento inolvidable para los amantes del son cubano, el bolero, la salsa, la cumbia o el latin jazz que se alterna cada noche con artistas nacionales e internacionales y por supuesto con las actuaciones del propietario del sitio y gran artista, Manuel Malou, quien con su guitarra nos canta sus composiciones y algunas versiones vallenatas con el alma y la fuerza que tiene su ritmo y su voz por Rumba .
En 2010 vuelve a Madrid donde graba un nuevo álbum " Todo por la rumba " Papi Récords 2011 lo presenta en España y después de una serie de conciertos con sus músicos a los que llama " los Sobrinos " edita en 2012 el álbum " Todo por la rumba " en Francia y se instala de nuevo en París donde toca en grupo como en solitario . Acaba de terminar la grabación de su nuevo álbum titulado "Arranca y Vámonos" Papi Récords 2014-  11 estupendas canciones * 2 Remixes que se editaron el 15 de abril de 2014 en Francia con colaboraciones especiales de Peret, José el Francés, Jorge Pardo, Sealiah, Chaleco, Jonatan Ximenis, Pedro Sierra, Paloma Pradal, José Luis Montón y un largo etcétera de músicos jóvenes y talentosos. El álbum se edita en España en septiembre de 2015 Papi Récords 2015 .
En 2018 "Unomundo" volviendo así a la mixtura músico cultural y a un sonido que él llama (ElectroRock&Rumbaworld)
En 2021 se estrena "Otra voz" (Papi Records). Es un giro radical con relación a todo lo que ha grabado hasta ahora. Un álbum alejado de la rumba y el flamenco, un disco de pop rock que lleva gestando hace tiempo. Muchos pensarán que se ha vuelto loco, pero como él siempre dice ¡Hago música principalmente para mi, esperando por su puesto que al público le guste!.
El 1 de noviembre de 2021 publica "6 Boleros en las galaxias" (Papi Records).

### Álbumes

#### En solista
- Extraños Seres (1990), Polydor France.
- Corazón Caliente (1993), WEA.
- Mixa Cooltura (1997), BMG Ariola.
- Bumba Rumba (project) 2004 Papi Records.
- Todo por la rumba 2011 Papi Records.
- Arranca y Vámonos (2014), Papi Records.
- Unomundo (2018).Papi Records.
- Otra voz (2021) Papi Records.
- 6 Boleros en las galaxias EP (2021) Papi Records.

#### ConLos Golfos
- ¿Qué Pasa Contigo Tío? (1976), RCA.

#### Con Manolo y Jorge
- Manolo y Jorge (1978), RCA.

#### ConPlástico
- Nieva y Mil Espejos (1980), RCA.

#### ConToreros After Olé
- Toreros After Olé (1983), Nuevos Medias.

#### ConBumba Rumba
- Electrorock & Rumba (2004), Mixa Cooltura Records.

#### ConEl Tio Manuel Malou
- Todo por la Rumba (2011), Papi Records.[nota 1]

#### Bandas Sonoras Originales
- Gazon Maudit [Felpudo Maldito] (1995), Virgin.
- La Duquesa Roja (1997), BMG Ariola.
- Fugitivas (2000), BMG Ariola.

## Premios y galardones

### Premios Goya
| Año  | Categoría              | Canción     | Película  | Resultado |
| ---- | ---------------------- | ----------- | --------- | --------- |
| 2001 | Mejor canción original | "Fugitivas" | Fugitivas | Ganadora  |